# Delhi
Delhi ("Đê-li", phát âm tiếng Anh: /ˈdɛli/; tiếng Hindi: दिल्ली phát âm tiếng Hindi: [d̪ɪlliː]), gọi chính thức là Lãnh thổ Thủ đô Quốc gia Delhi, là lãnh thổ thủ đô của Ấn Độ. Trong thời kỳ Ấn Độ thuộc Anh, Delhi là bộ phận của tỉnh Punjab và duy trì liên kết lịch sử và văn hóa với khu vực Punjab và Doab. Dân số Delhi là khoảng 16,3 triệu vào năm 2011, do đó là thành phố và khu kết tụ đô thị đông dân thứ nhì tại Ấn Độ, và là đại đô thị đông dân thứ ba trên thế giới. Phát triển đô thị tại Delhi về bản chất đã vượt khỏi ranh giới hành chính của lãnh thổ, kết hợp với các đô thị thuộc các bang lân cận và tại quy mô tối đa có thể tính đại đô thị có khoảng 25 triệu cư dân vào năm 2014.
Delhi liên tục có người cư trú kể từ thế kỷ 6 TCN. Trong suốt lịch sử của mình, Delhi đóng vai trò là thủ đô của nhiều vương quốc và đế quốc, và từng nhiều lần bị chiếm lĩnh, cướp phá và tái thiết, đặc biệt là thời kỳ trung đại. Delhi hiện đại là một chùm các đô thị trải khắp đại đô thị.
Lãnh thổ Thủ đô Quốc gia và khu vực đô thị của nó được trao vị thế đặc biệt 'khu vực thủ đô quốc gia' theo Đạo luật Tu chính thứ 69 của Hiến pháp Ấn Độ vào năm 1991. Khu vực thủ đô quốc gia gồm các thành phố lân cận là Faridabad, Gurgaon, Noida, Ghaziabad, Neharpar (Đại Faridabad), Greater Noida, Bahadurgarh, Sonepat, Panipat, Karnal, Rohtak, Bhiwani, Rewari, Baghpat, Meerut, Alwar, Bharatpur và các đô thị khác. Là một lãnh thổ liên bang, song chính quyền Delhi ngày nay gần giống với một bang hơn, với cơ quan lập pháp, tòa án tối cao và hội đồng bộ trưởng do thủ hiến đứng đầu. New Delhi chịu sự quản lý đồng thời của chính phủ liên bang Ấn Độ và chính phủ Delhi, và là thủ phủ của Lãnh thổ Thủ đô Quốc gia Delhi.

## Từ nguyên
Tồn tại một số truyền thuyết có liên quan đến nguồn gốc của tên gọi Delhi. Một trong số đó là nó bắt nguồn từ Dhillu hay Dilu, vị quốc vương đã xây dựng một thành phố tại địa điểm này vào năm 50 TCN và đặt theo tên mình. Truyền thuyết khác kể rằng tên gọi của thành phố dựa trên từ dhili (mềm) trong tiếng Hindi/Prakrit và được thị tộc Tomara dùng để chỉ thành phố do Cột sắt Delhi có nền móng yếu và phải di chuyển. Các đồng tiền lưu thông trong khu vực dưới quyền thị tộc Tomara được gọi là dehliwal. Theo lời Bhavishya Purana, Quốc vương Prithiviraja của Indraprastha xây dựng một thành mới tại khu vực Purana Qila ngày nay để tạo tiện lợi cho cả bốn đẳng cấp trong vương quốc. Ông ra lệnh xây một cổng cho thành và sau đó đặt tên cho thành là dehali. Một số sử gia cho rằng tên gọi được bắt nguồn từ Dilli, gọi lệch từ dehleez hay dehali—đều có nghĩa là 'cổng vào'—và tượng trưng cho thành phố là một cửa ngõ để đến đồng bằng sông Hằng. Thuyết khác cho rằng tên gốc của thành phố là Dhillika.

## Lịch sử

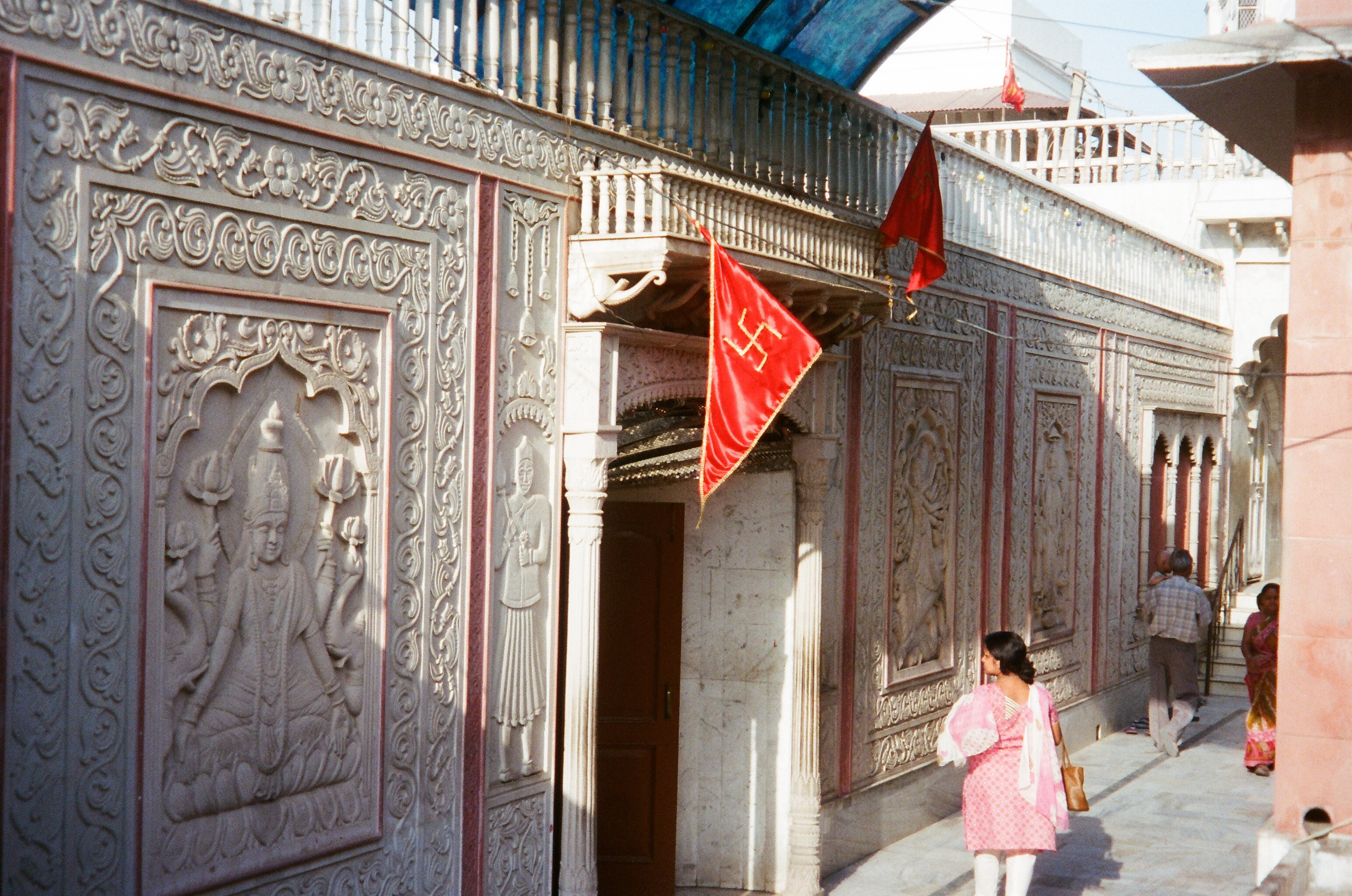
Đền Yogmaya thời cổ đại, được cho là một trong năm đền thờ từ thời kỳ Mahabharata tại Delhi.

Khu vực quanh Delhi có lẽ có người cư trú từ trước thiên niên kỷ thứ 2 TCN, và tồn tại bằng chứng về cư trú liên tục kể từ ít nhất là thế kỷ 6 TCN. Thành phố được cho là địa điểm của Indraprastha, thủ đô theo truyền thuyết của các Pandava trong sử thi Ấn Độ Mahabharata. Theo sử thi này, vùng đất ban đầu là một khu rừng rất lớn mang tên 'Khandavaprastha' và bị đốt trụi để xây dựng Indraprastha. Các di tích kiến trúc sớm nhất có niên đại từ thời kỳ Maurya (khoảng 300 TCN); vào năm 1966, một câu khắc của Hoàng đế Ashoka (273–235 BC) của Maurya được phát hiện gần Srinivaspuri. Tại Delhi đã phát hiện được tàn tích của tám thành phố lớn, năm thành phố đầu nằm tại phần phía nam của Delhi ngày nay. Quốc vương Anang Pal của triều Tomara lập thành phố Lal Kot vào năm 736, song đến năm 1180 thành phố bị Chauhan chinh phục và đổi tên thành Qila Rai Pithora.

Cột sắt Delhi được cho là được tạo thành vào thời kỳ Chandragupta Vikramaditya (375–413) của Đế quốc Gupta.

Quốc vương Prithviraj Chauhan chiến bại vào năm 1192 trước một kẻ xâm chiếm người Tajik tên là Muhammad Ghori, đến từ Afghanistan ngày nay, người này thực hiện một nỗ lực có dự tính nhằm chinh phục miền bắc Ấn Độ. Đến năm 1200, sự kháng cự của người Hindu bản địa bắt đầu tan vỡ, địa vị thống trị của các triều đại Hồi giáo Turk gốc ngoại quốc tại miền bắc Ấn Độ kéo dài trong năm thế kỷ sau đó. Đến khi Muhammad qua đời vào năm 1206, tướng người Turk là Qutb-ud-din Aibak ly khai triều Ghur và trở thành Sultan đầu tiên của Vương quốc Hồi giáo Delhi. Ông bắt đầu cho xây dựng tháp Qutb và thánh đường Hồi giáo Quwwat-al-Islam, thánh đường Hồi giáo cổ nhất còn hiện hữu tại Ấn Độ. Qutb-ud-din đối diện với các cuộc khởi nghĩa rộng khắp của người Hindu và người kế vị ông là Iltutmish (1211–36) đã củng cố cuộc chinh phục của người Turk tại miền bắc Ấn Độ.

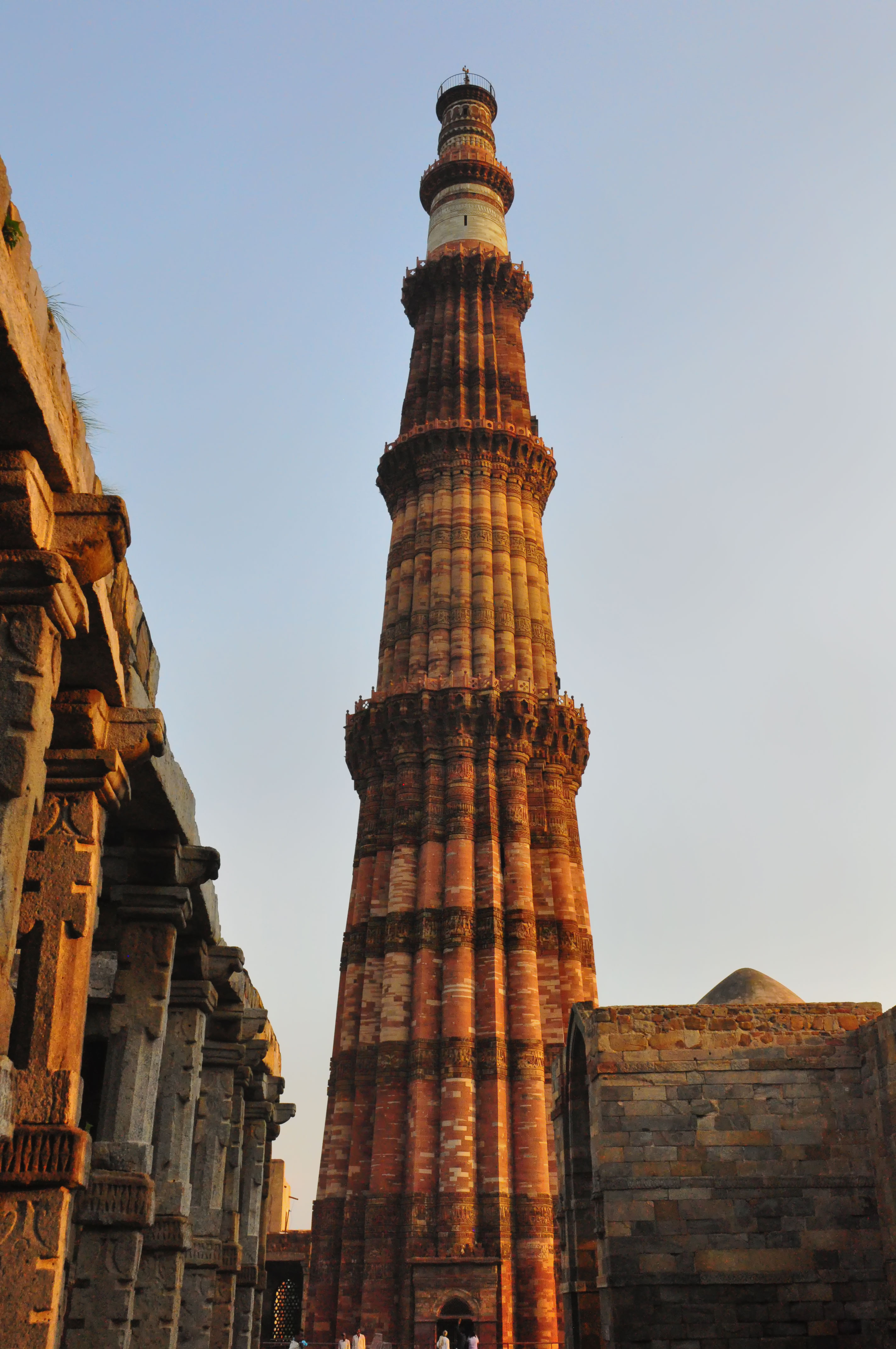
At 72,5 m, A UNESCO World Heritage Site, the Qutub Minar is the world's tallest free-standing brick minaret.

Trong ba trăm năm sau đó, Delhi nằm dưới quyền cai trị của người Turk và một triều đại gốc Afghan là Lodhi. Họ cho xây dựng một số thành thị, là một bộ phận của bảy thành phố của Delhi. Delhi là một trung tâm lớn của giáo phái Hồi giáo Sufi trong giai đoạn này. Vương triều Mamluk bị vương triều Khilji lật đổ vào năm 1290. Dưới thời quân chủ thứ nhì của triều đại này là Ala-ud-din Khilji, Vương quốc Hồi giáo Delhi bành trướng quyền kiểm soát về phía nam của sông Narmada tại Deccan. Vương quốc đạt đến quy mô lãnh thổ cực đại trong thời gian trị vì của Muhammad bin Tughluq (1325–1351). Trong một nỗ lực nhằm đưa Deccan vào quyền kiểm soát của mình, ông dời đô đến Daulatabad, Maharashtra tại Trung Ấn, song do di dời xa Delhi nên ông mất quyền kiểm soát miền bắc và buộc phải trở lại Delhi để khôi phục trật tự, các tỉnh miền nam sau đó ly khai. Trong những năm sau thời gian trị vì của Firoz Shah Tughlaq (1351–1388), Vương quốc Hồi giáo Delhi nhanh chóng để mất các tỉnh phía nắc, rồi bị Timur Lenk chiếm lĩnh và cướp phá vào năm 1398. Gần Delhi, Timur cho tàn át 100.000 tù nhân. Delhi tiếp tục suy yếu dưới vương triều Sayyid (1414–1451) đến khi chỉ còn lại Delhi và nội địa của mình. Dưới thời vương triều Lodhi (1451–1526), Vương quốc Hồi giáo Delhi khôi phục quyền kiểm soát với Punjab và đồng bằng sông Hằng và một lần nữa giành quyền thống trị với miền bắc Ấn Độ.
Năm 1526, một hậu duệ của Thành Cát Tư Hãn và Timur là Babur, xuất thân từ thung lũng Fergana nay thuộc Uzbekistan, tiến hành xâm chiếm Ấn Độ, đánh bại sultan cuối cùng của triều Lodhi trong trận Panipat thứ nhất và thành lập Đế quốc Mogul, cai trị từ Delhi và Agra. Vương triều Mogul cai trị Delhi trong hơn ba trăm năm, có 16 năm gián đoạn trong thời gian trị vì của Sher Shah Suri và Hemu từ năm 1540 đến năm 1556. Năm 1553, một quốc vương người Hindu là Hemu đoạt hoàng vị tại Delhi sau khi đánh bại quân của Hoàng đế Mogul Humayun tại Agra và Delhi. Tuy nhiên, người Mogul tái lập quyền kiểm soát của họ sau khi quân đội của Akbar đánh bại Hemu trong trận Panipat thứ nhì vào năm 1556. Shah Jahan cho xây dựng thành phố thứ bảy của Delhi, thành này có tên Shahjahanabad theo tên ông, nó đóng vai trò là thủ đô của Đế quốc Mogul từ năm 1638 và nay được gọi là "thành phố cổ" hay "Delhi cổ".

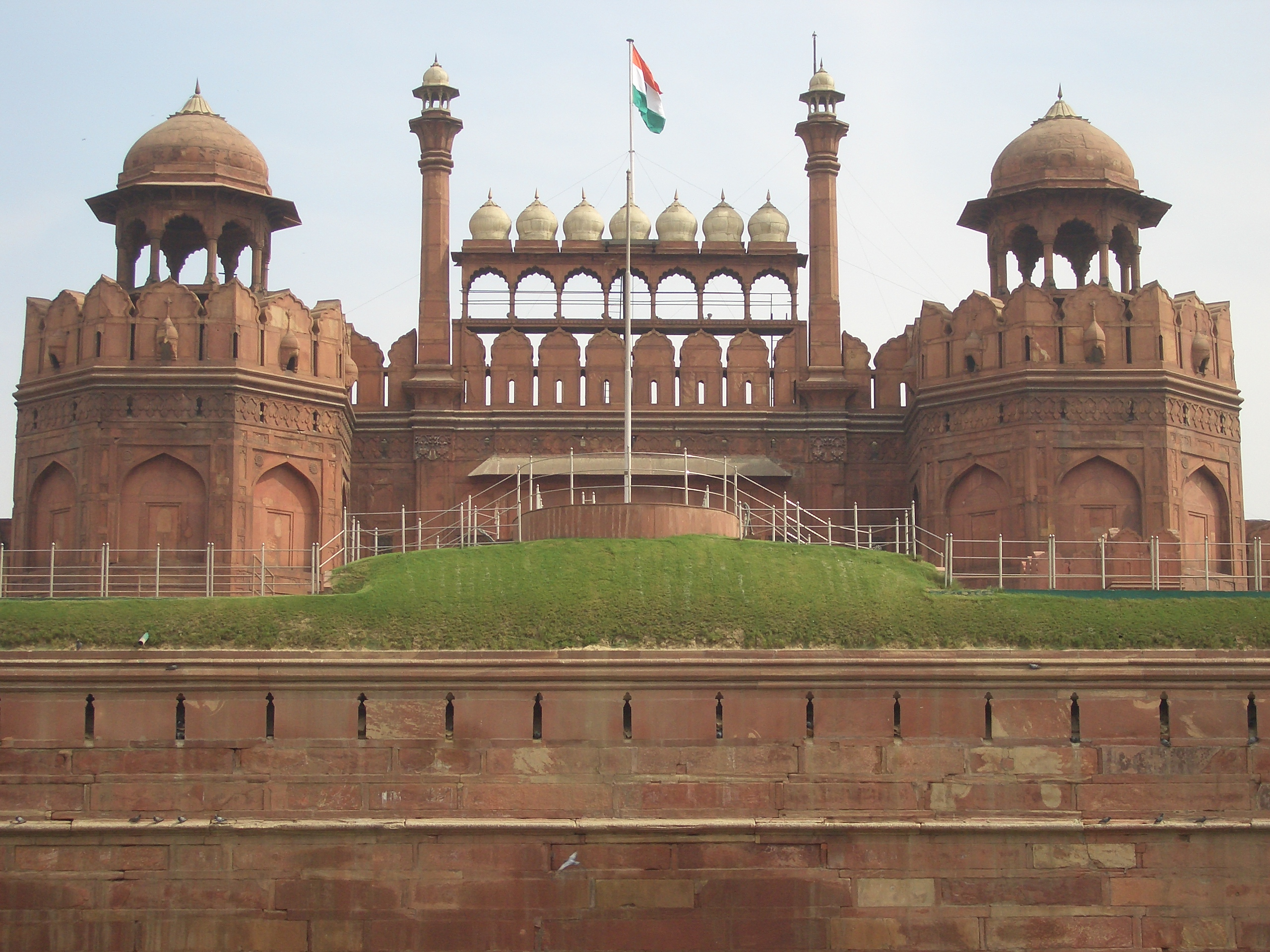
Pháo đài Đỏ là một di sản thế giới UNESCO, Thủ tướng Ấn Độ phát biểu tại đây vào ngày Độc lập

Sau khi Aurangzeb từ trần vào năm 1707, ảnh hưởng của Đế quốc Mogul suy yếu nhanh chóng khi Đế quốc Maratha của người Hindi từ Cao nguyên Deccan nổi lên. Năm 1737, quân Maratha cướp phá Delhi sau khi họ thắng quân Mogul trong trận Delhi thứ nhất. Năm 1739, Đế quốc Mogul đại bại trong trận Karnal trước quân Ba Tư dưới quyền Nader Shah của vương triều Afshar sau đó Nader Shah cướp phá sạch thủ đô Delhi của Mogul, đem đi rất nhiều tài sản như Ngai con Công, các viên kim cương Daria-i-Noor và Koh-i-Noor. Người Mogul càng suy yếu nghiêm trọng, không thể vượt qua thảm bại này, mở đường cho những kẻ xâm chiếm khác tiến đến, trong đó cuối cùng là người Anh. Nader cuối cùng chấp thuận rời bỏ thành phố và Ấn Độ sau khi buộc Hoàng đến Mogul Muhammad Shah I cầu xin khoan dung. Một hiệp ước được ký kết vào năm 1752 đã biến Đế quốc Maratha thành nước bảo hộ cho hoàng vị Mogul tại Delhi.
Năm 1757, hoàng đế người Afghan là Ahmad Shah Durrani cướp phá Delhi rồi trở về Afghanistan sau khi dựng một hoàng đế Mogul bù nhìn để cai trị trên danh nghĩa. Người Maratha lại chiếm lĩnh Delhi vào năm 1758, và kiểm soát thành phố cho đến khi họ thất bại trong trận Panipat thứ ba vào năm 1761, khi Ahmad Shah tái chiếm thành phố. Tuy nhiên, đến năm 1771, người Maratha lập một chế độ bảo hộ đối với Delhi khi hoàng đế của Maratha là Mahadji Shinde tái chiếm Delhi và lập hoàng đế Mogul Shah Alam II làm hoàng đế bù nhìn vào năm 1772. Năm 1783, người Sikh dưới quyền Baghel Singh chiếm lĩnh Delhi và Pháo đài Đỏ, theo hiệp ước người Sikh sau đó triệt thoái khỏi Pháo đài Đỏ và chấp thuận phục hồi đế vị cho Shah Alam. Năm 1803, trong Chiến tranh Anh-Maratha thứ hai, quân của Công ty Đông Ấn Anh chiến thắng quân Maratha trong trận Delhi. Trong Khởi nghĩa Ấn Độ 1857, Delhi thất thủ trước Công ty Đông Ấn Anh sau giao tranh đẫm máu mang tên Bao vây Delhi. Thành phố nằm dưới quyền kiểm soát trực tiếp của Chính phủ Anh từ năm 1858, được lập làm một huyện thuộc tỉnh Punjab. Năm 1911, thủ đô của các lãnh thổ do người Anh quản lý tại Ấn Độ được công bố chuyển từ Calcutta đến Delhi. Tên gọi "New Delhi" được ban hành vào năm 1927, và thủ đô mới được khánh thành trong tháng 2 năm 1931. New Delhi được chính thức tuyên bố là thủ đô của Liên bang Ấn Độ sau khi quốc gia giành được độc lập vào ngày 15 tháng 8 năm 1947.
Trong quá trình phân chia Ấn Độ, hàng nghìn tín độ Ấn Độ giáo và Sikh giáo tị nạn, chủ yếu đến từ Tây Punjab chạy đến Delhi, trong khi có nhiều cư dân theo Hồi giáo trong thành phố di cư sang Pakistan. Nhập cư từ phần còn lại của Ấn Độ đến Delhi tiếp tục, góp phần vào tăng trưởng dân số của thành phố trong bối cảnh tỷ suất sinh đang giảm.
Đạo luật (Tu chính số 69) Hiến pháp 1991 công bố Lãnh thổ Liên bang Delhi chính thức được gọi là Lãnh thổ Thủ đô Quốc gia Delhi. Đạo luật cấp quyền cho Delhi có hội đồng lập pháp riêng cùng với các ngành dân sự, song quyền lực có hạn chế. Trong tháng 12 năm 2001, tòa nhà Quốc hội Ấn Độ tại New Delhi bị bị tấn công. Ấn Độ nghi ngờ các tổ chức dân quân có trụ sở tại Pakistan đứng đằng sau cuộc tấn công, gây khủng hoảng ngoại giao giữa hai bên. Delhi sau đó còn bị tấn công khủng bố trong tháng 10 năm 2006 và tháng 9 năm 2008.

## Địa lý
Delhi nằm tại tọa độ 28°37′B 77°14′Đ / 28,61°B 77,23°Đ, thuộc miền Bắc Ấn Độ. Delhi giáp với bang Haryana tại phía bắc, tây và nam và giáp với bang Uttar Pradesh (UP) tại phía đông. Hai đặc điểm địa lý nổi bật của Delhi là bãi bồi ven sông Yamuna và dãy núi Delhi. Sông Yamuna là biên giới lịch sử giữa Punjab và Uttar Pradesh, và bãi bồi ven sông cung cấp đất phù sa phì nhiêu thích hợp cho nông nghiệp song thường bị ngập lụt. Yamuna còn là một sông thánh trong Ấn Độ giáo, là sông chính duy nhất chảy qua Delhi. Sông Hindon tách biệt Ghaziabad khỏi phần phía đông của Delhi. Dãy núi Delhi bắt nguồn từ Rặng Aravalli tại phía nam và bao quanh các phần phía tây, đông bắc và tây bắc của thành phố. Dãy núi có độ cao 318 m (1.043 ft) và là một đặc điểm nổi bật trong khu vực.
Lãnh thổ Thủ đô Quốc gia Delhi có diện tích 1.484 km2 (573 dặm vuông Anh), trong đó 783 km2 (302 dặm vuông Anh) được xác định là khu vực nông thôn, và 700 km2 (270 dặm vuông Anh) được xác định là khu vực đô thị, khiến nó là thành phố lớn nhất về diện tích của Ấn Độ. Delhi có chiều dài 51,9 km (32 mi) và chiều rộng 48,48 km (30 mi).
Delhi nằm trong khu địa chấn IV của Ấn Độ, biểu thị rằng nơi này dễ bị các đại địa chấn tấn công, song động đất không thường diễn ra trong lịch sử gần đây.
Delhi hiện là thành phố ô nhiễm nhất trong số 1.600 thành phố được WTO nghiên cứu và một ước tính cho rằng ô nhiễm không khí là nguyên nhân khiến khoảng 10.500 người tại Delhi tử vong mỗi năm.

### Khí hậu
Delhi mang một phiên bản khí hậu không điển hình của kiểu khí hậu cận nhiệt đớt ẩm (Köppen Cwa). Mùa nóng kéo dài từ 9 tháng 4 dến 8 tháng 7 với nhiệt độ trung bình cao là trên 36 °C (97 °F). Ngày nóng nhất trong năm trung bình là ngày 22 tháng 5. Mùa lạnh kéo dài từ 11 tháng 12 đến 11 tháng 2 với nhiệt độ trung bình cao là dưới 18 °C (64 °F). Ngày lạnh nhất trong năm trung bình là ngày 4 tháng 1. Đầu tháng 3, hướng gió thay đổi từ tây bắc thành tây nam. Gió mùa đến vào cuối tháng 6, kèm theo độ ẩm gia tăng.
Nhiệt độ tại Delhi thường dao động từ 5 đến 40 °C (41,0 đến 104,0 °F), nhiệt độ thấp nhất và cao nhất từng ghi nhận được tương ứng là −6,7 và 47,8 °C (19,9 và 118,0 °F). Nhiệt độ trung bình năm là 25 °C (77 °F); nhiệt độ trung bình tháng dao động từ 13 đến 32 °C (55 đến 90 °F). Nhiệt độ cao nhất ghi nhận được trong tháng 7 là 45 °C (113 °F) vào năm 1931. Lượng mưa trung bình năm là khoảng 714 mm (28,1 in), hầu hết là trong thời kỳ gió mùa tháng 7-8. Ngày trung bình có gió mùa tại Delhi là 29 tháng 6.
| Dữ liệu khí hậu của Delhi (Safdarjung) 1971–2000              | Dữ liệu khí hậu của Delhi (Safdarjung) 1971–2000 | Dữ liệu khí hậu của Delhi (Safdarjung) 1971–2000 | Dữ liệu khí hậu của Delhi (Safdarjung) 1971–2000 | Dữ liệu khí hậu của Delhi (Safdarjung) 1971–2000 | Dữ liệu khí hậu của Delhi (Safdarjung) 1971–2000 | Dữ liệu khí hậu của Delhi (Safdarjung) 1971–2000 | Dữ liệu khí hậu của Delhi (Safdarjung) 1971–2000 | Dữ liệu khí hậu của Delhi (Safdarjung) 1971–2000 | Dữ liệu khí hậu của Delhi (Safdarjung) 1971–2000 | Dữ liệu khí hậu của Delhi (Safdarjung) 1971–2000 | Dữ liệu khí hậu của Delhi (Safdarjung) 1971–2000 | Dữ liệu khí hậu của Delhi (Safdarjung) 1971–2000 | Dữ liệu khí hậu của Delhi (Safdarjung) 1971–2000 |
| Tháng                                                         | 1                                                | 2                                                | 3                                                | 4                                                | 5                                                | 6                                                | 7                                                | 8                                                | 9                                                | 10                                               | 11                                               | 12                                               | Năm                                              |
| ------------------------------------------------------------- | ------------------------------------------------ | ------------------------------------------------ | ------------------------------------------------ | ------------------------------------------------ | ------------------------------------------------ | ------------------------------------------------ | ------------------------------------------------ | ------------------------------------------------ | ------------------------------------------------ | ------------------------------------------------ | ------------------------------------------------ | ------------------------------------------------ | ------------------------------------------------ |
| Cao kỉ lục °C (°F)                                            | 30.0 (86.0)                                      | 34.1 (93.4)                                      | 40.6 (105.1)                                     | 45.6 (114.1)                                     | 47.2 (117.0)                                     | 46.7 (116.1)                                     | 45.0 (113.0)                                     | 42.0 (107.6)                                     | 40.6 (105.1)                                     | 39.4 (102.9)                                     | 36.1 (97.0)                                      | 29.3 (84.7)                                      | 47.2 (117.0)                                     |
| Trung bình ngày tối đa °C (°F)                                | 20.8 (69.4)                                      | 23.6 (74.5)                                      | 29.2 (84.6)                                      | 36.0 (96.8)                                      | 39.5 (103.1)                                     | 39.0 (102.2)                                     | 34.9 (94.8)                                      | 33.6 (92.5)                                      | 34.1 (93.4)                                      | 32.9 (91.2)                                      | 28.2 (82.8)                                      | 22.9 (73.2)                                      | 31.2 (88.2)                                      |
| Tối thiểu trung bình ngày °C (°F)                             | 7.6 (45.7)                                       | 10.2 (50.4)                                      | 15.3 (59.5)                                      | 21.3 (70.3)                                      | 25.9 (78.6)                                      | 27.9 (82.2)                                      | 27.0 (80.6)                                      | 26.4 (79.5)                                      | 24.8 (76.6)                                      | 19.4 (66.9)                                      | 13.0 (55.4)                                      | 8.4 (47.1)                                       | 18.9 (66.0)                                      |
| Thấp kỉ lục °C (°F)                                           | −0.6 (30.9)                                      | 1.6 (34.9)                                       | 4.4 (39.9)                                       | 10.7 (51.3)                                      | 15.2 (59.4)                                      | 18.9 (66.0)                                      | 20.3 (68.5)                                      | 20.7 (69.3)                                      | 17.3 (63.1)                                      | 9.4 (48.9)                                       | 3.9 (39.0)                                       | 1.1 (34.0)                                       | −0.6 (30.9)                                      |
| Lượng mưa trung bình mm (inches)                              | 20.8 (0.82)                                      | 19.7 (0.78)                                      | 13.5 (0.53)                                      | 11.4 (0.45)                                      | 22.7 (0.89)                                      | 77.4 (3.05)                                      | 214.2 (8.43)                                     | 253.4 (9.98)                                     | 120.9 (4.76)                                     | 17.3 (0.68)                                      | 3.7 (0.15)                                       | 9.4 (0.37)                                       | 784.4 (30.88)                                    |
| Số ngày mưa trung bình                                        | 1.4                                              | 1.6                                              | 1.4                                              | 1.3                                              | 1.8                                              | 4.4                                              | 10.5                                             | 10.9                                             | 4.9                                              | 1.2                                              | 0.4                                              | 1.1                                              | 41.1                                             |
| Độ ẩm tương đối trung bình (%)                                | 63                                               | 55                                               | 47                                               | 34                                               | 33                                               | 46                                               | 70                                               | 73                                               | 62                                               | 52                                               | 55                                               | 62                                               | 54                                               |
| Số giờ nắng trung bình tháng                                  | 214.6                                            | 216.1                                            | 239.1                                            | 261.0                                            | 263.1                                            | 196.5                                            | 165.9                                            | 177.0                                            | 219.0                                            | 269.3                                            | 247.2                                            | 215.8                                            | 2.684,6                                          |
| Nguồn 1: Cục Khí tượng Ấn Độ (record high and low up to 2010) |                                                  |                                                  |                                                  |                                                  |                                                  |                                                  |                                                  |                                                  |                                                  |                                                  |                                                  |                                                  |                                                  |
| Nguồn 2: NOAA (extremes, sun and humidity, 1971–1990)         |                                                  |                                                  |                                                  |                                                  |                                                  |                                                  |                                                  |                                                  |                                                  |                                                  |                                                  |                                                  |                                                  |

## Hành chính

Bản đồ thể hiện các quận của Delhi

Tính đến tháng 7 năm 2007, Lãnh thổ Thủ đô Quốc gia Delhi gồm chín quận, 27 tehsil, 59 thị trấn thống kê, 300 làng, và ba thành phố pháp định: Hội đồng khu tự quản Delhi (MCD) – 1.397,3 km2 hay 540 dặm vuông Anh, Hội đồng Khu tự quản New Delhi (NDMC) – 42,7 km2 hay 16 dặm vuông Anh và Ủy ban Delhi (DCB) – 43 km2 hay 17 dặm vuông Anh). Ngày 16 tháng 7 năm 2012, Chính phủ Delhi quyết định tăng số quận từ chín lên 11.
Khu vực đô thị Delhi nằm trong Lãnh thổ Thủ đô Quốc gia Delhi (NCT), nó gồm có năm hội đồng tự quản địa phương; Bắc Delhi, Nam Delhi, Đông Delhi, New Delhi và Delhi Cantonment. Hội đồng tự quản Delhi cũ được phân thành ba hội đồng tự quản nhỏ hơn – Bắc Delhi, Nam Delhi và Đông Delhi. Theo điều tra nhân khẩu năm 2011, Hội đồng tự quản Delhi nằm trong số các thực thể đô thị lớn nhất thế giới, cung cấp dịch vụ công cho khoảng 11 triệu người.
Delhi (quản trị công) được xếp hạng 5 trong số 21 thành phố về thực thi quản lý tốt tại Ấn Độ vào năm 2014.
Delhi là nơi đặt Tòa án Tối cao Ấn Độ và Tòa án Cấp cao Delhi, cùng với Tòa án tiểu sự (Small Causes Court) đối với các vụ tố tụng dân sự; Tòa án quan tòa (Magistrate Court) và Tòa án phiên tòa (Sessions Court) đối với các vụ tố tụng hình sự. Thành phố được chia thành 11 khu vực cảnh sát và được chia tiếp thành 95 đồn cảnh sát địa phương.

## Chính phủ và chính trị

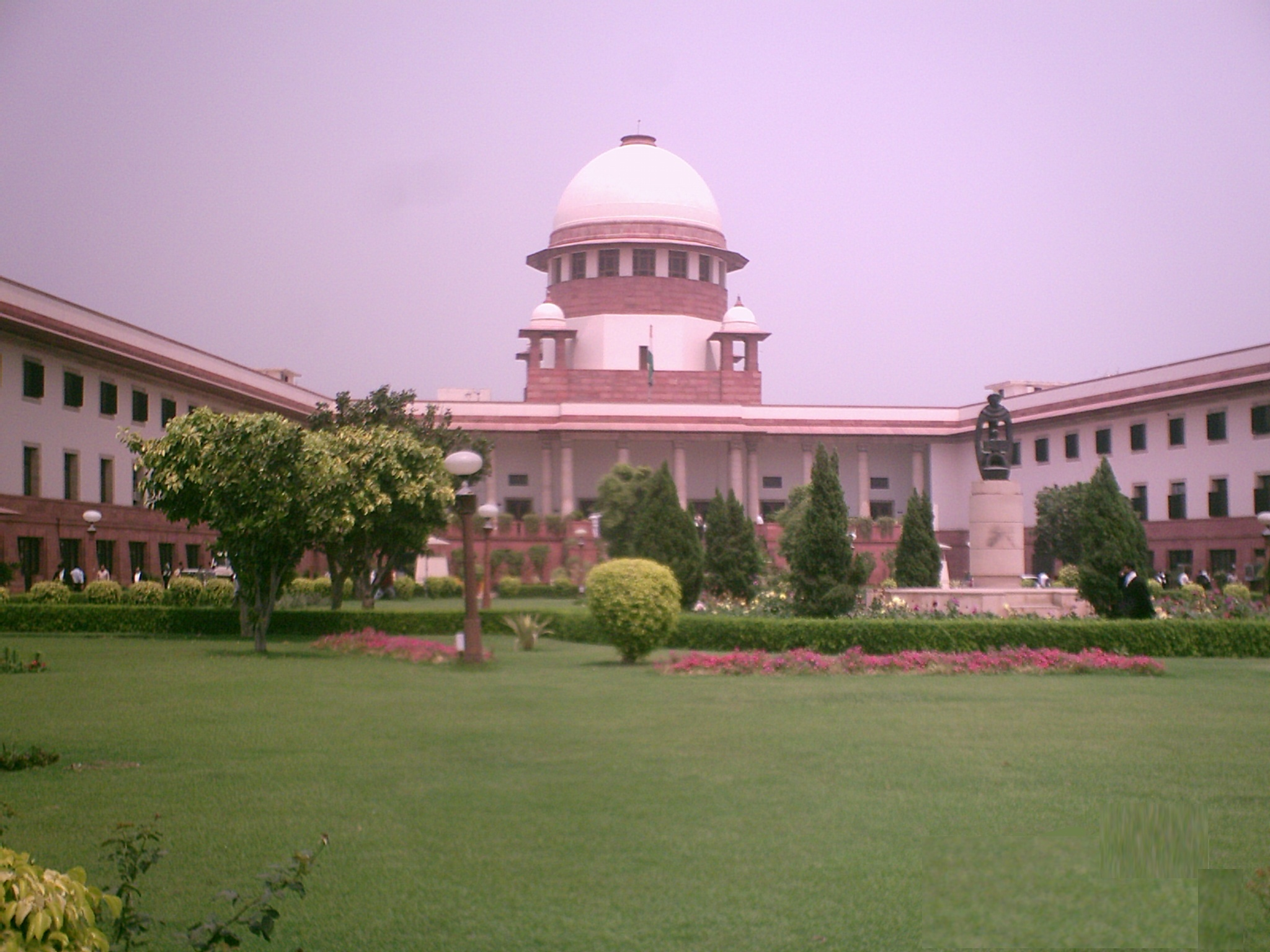
Tòa án Tối cao Ấn Độ.

Lãnh thổ Thủ đô Quốc gia Delhi có hội đồng lập pháp, thống đốc (Lieutenant Governor), hội đồng bộ trưởng và thủ hiến (Chief Minister). Các thành viên của hội đồng lập pháp được bầu trực tiếp từ các đơn vị bầu cử trong lãnh thổ. Hội đồng lập pháp từng bị bãi bỏ vào năm 1956, sau đó Delhi do liên bang trực tiếp quản lý cho đến khi thể chế này được tái lập vào năm 1993. Hội đồng tự quản Delhi (MCD) xử lý quản trị công cho thành với theo Đạo luật Panchayati. Chính phủ Ấn Độ và Chính phủ Lãnh thổ Thủ đô Quốc gia Delhi cùng quản lý New Delhi, và cả hai đều có trụ sở tại đây. Quốc hội Ấn Độ, Rashtrapati Bhavan (dinh tổng thống), Ban thư ký Nội các và Tòa án tối cao Ấn Độ đặt tại New Delhi. Delhi có 70 khu vực bầu cử hội đồng cấp lãnh thổ và bảy khu vực bầu cử Lok Sabha (hạ nghị viện Ấn Độ).
Đảng Quốc Đại Ấn Độ thành lập tất cả các chính phủ tại Delhi cho đến thập niên 1990, khi mà Đảng Bharatiya Janata (BJP) lên nắm quyền. Năm 1998, Đảng Quốc Đại quay lại nắm quyền dưới sự lãnh đạo của Sheila Dikshit, bà sau đó tái cử 3 nhiệm kỳ liên tục. Tuy nhiên, trong kỳ bầu cử năm 2013, Đảng Quốc Đại để mất quyền lực trước Đảng Aam Aadmi (AAP) mới thành lập và nằm dưới sự lãnh đạo của Arvind Kejriwal. Tuy nhiên, chính phủ của đảng này sụp đổ chỉ sau 49 ngày. Delhi từ đó cho đến tháng 2 năm 2015 nằm dưới quyền cai quản trực tiếp của tổng thống. Ngày 10 tháng 2 năm 2015, Đảng Aam Aadmi trở lại nắm quyền sau một chiến thắng lớn, giành 67 trong số 70 ghế tại Hội đồng Lập pháp Delhi.

## Kinh tế

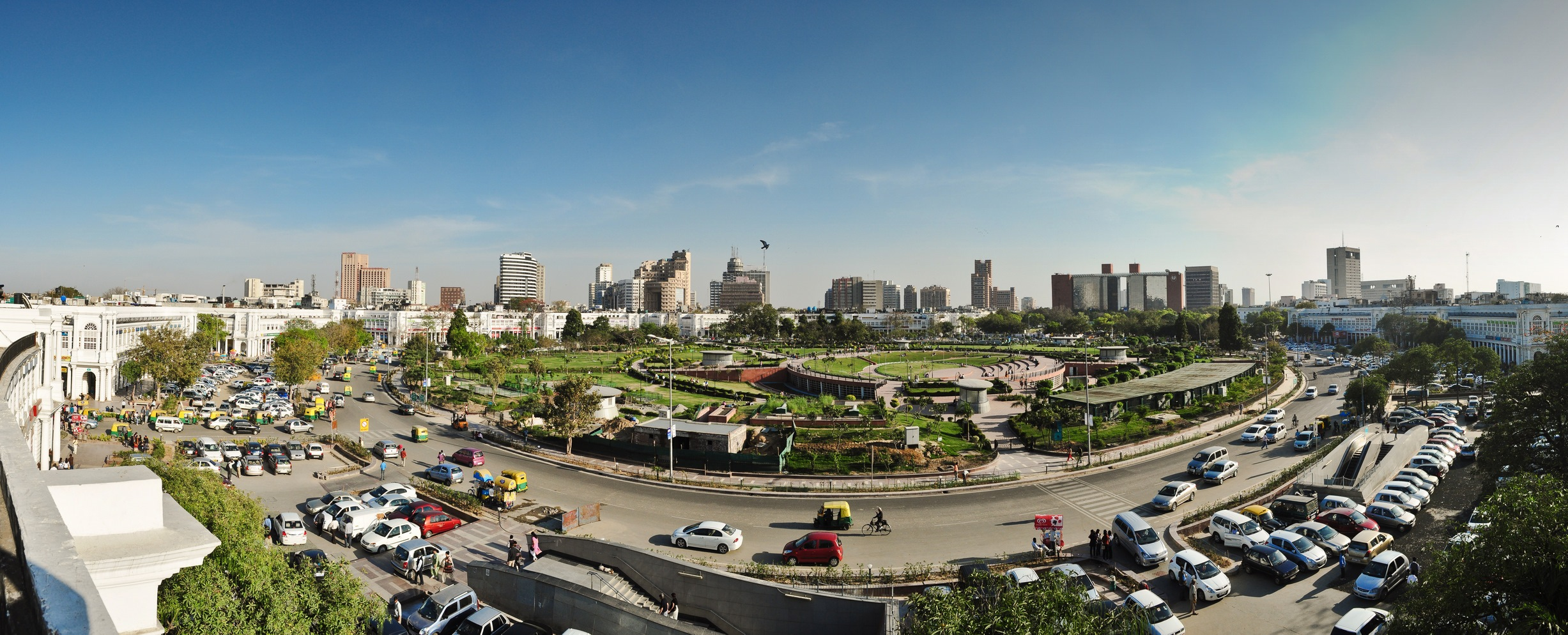
Connaught Place tại Delhi là một đầu mối kinh tế quan trọng

Delhi là trung tâm thương nghiệp lớn nhất tại miền Bắc Ấn Độ; trong năm tài chính 2009-10 Delhi có tổng sản phẩm nội địa cấp bang GSDP là 2.176 tỷ Rupee (32 tỷ USD). Theo thống kê năm 2013, thu nhập bình quân đầu người của Delhi là 210.000 Rupee, là mức cao nhất tại Ấn Độ. Tổng sản phẩm nội địa cấp bang của Delhi theo giá hiện hành của năm 2012-2013 ước tính là 3,66 nghìn tỷ Rupee so với 3,11 nghìn tỷ theo giá năm 2011-12.
Theo Khảo sát Kinh tế Delhi (2005–2006), khu vực thứ ba (dịch vụ) đóng góp 70,95% GSDP của Delhi, tiếp đến là khu vực thứ hai và khu vực thứ nhất với lần lượt là 25,20% và 3,85%. Lực lượng lao động chiếm 32,82% dân số Delhi (2005-2006), và gia tăng 52,52% từ năm 1991 đến năm 2001. Tỷ lệ thất nghiệp của Delhi giảm từ 12,57% vào năm 1999–2000 xuống 4,63% vào năm 2003. Trong tháng 12 năm 2004, 636.000 người đăng ký các chương trình trao đổi công việc khác nhau tại Delhi. Các ngành kinh tế chủ chốt là công nghệ thông tin, viễn thông, khách sạn, ngân hàng, truyền thông và du lịch. Xây dựng, năng lượng, y tế và dịch vụ cộng đồng, bất động sản là các lĩnh vực quan trọng khác trong kinh tế thành phố. Delhi là một trong các thị trường bán lẻ lớn nhất và tăng trưởng nhanh nhất tại Ấn Độ. Ngành chế tạo cũng tăng trưởng đáng kể khi các công ty hàng tiêu dùng lập các đơn vị sản xuất và trụ sở của họ tại thành phố. Thị trường tiêu thụ lớn và nguồn lao động có kỹ năng của Delhi cũng thu hút đầu tư nước ngoài. Năm 2001, lĩnh vực chế tạo sử dụng 1,4 triệu công nhân và thành phố có 129.000 đơn vị công nghiệp.

## Dịch vụ công ích
Cung cấp nước cho Delhi nằm dưới quyền quản lý của Ủy ban Delhi Jal (DJB). Năm 2005–06, họ cung cấp 650 triệu m³ mỗi ngày (MGD), trong khi nhu cầu tiêu thụ ước tính là 963 MGD. Lượng nước thiếu hụt được đáp ứng thông qua các giếng khoan và giếng bơm. Với công suất 240 MGD, hồ chứa Bhakra là nguồn nước lớn nhất của DJB, tiếp đến là sông Yamuna và sông Hằng. Mực nước ngầm của Delhi đang giảm và mật độ dân số thì đang tăng lên, do đó cư dân thường gặp tình trạng thiếu nước nghiêm trọng.
Tại Delhi, năm 2005-2006 lượng rác thải rắn sinh hoạt mỗi ngày là 8.000 tấn, chúng được MCD đổ ra bãi chôn lấp. Lượng nước thải sinh hoạt mỗi ngày là 470 470 MGD và lượng nước thải công nghiệp là 70 MGD. Một phần lớn nước thải chưa qua xử lý chảy vào sông Yamuna.
Lượng tiêu thụ điện của thành phố trong năm 2005-2006 là khoảng 1.265 kWh/người song nhu cầu thực tế lại cao hơn. Tại Delhi, phân phối điện nằm dưới quyền quản lý của Tata Power Distribution và BSES Rajdhani từ năm 2002. Dịch vụ cứu hỏa Delhi vận hành 43 trạm cứu hỏa. Công ty quốc doanh Mahanagar Telephone Nigam Limited (MTNL) và các doanh nghiệp tư nhân như Vodafone, Airtel, Idea Cellular, Reliance Infocomm, Aircel và Tata Docomo cung cấp các dịch vụ điện thoại cho thành phố. Phủ sóng di động khả dụng trong GSM, CDMA, 3G và 4G.

## Giao thông

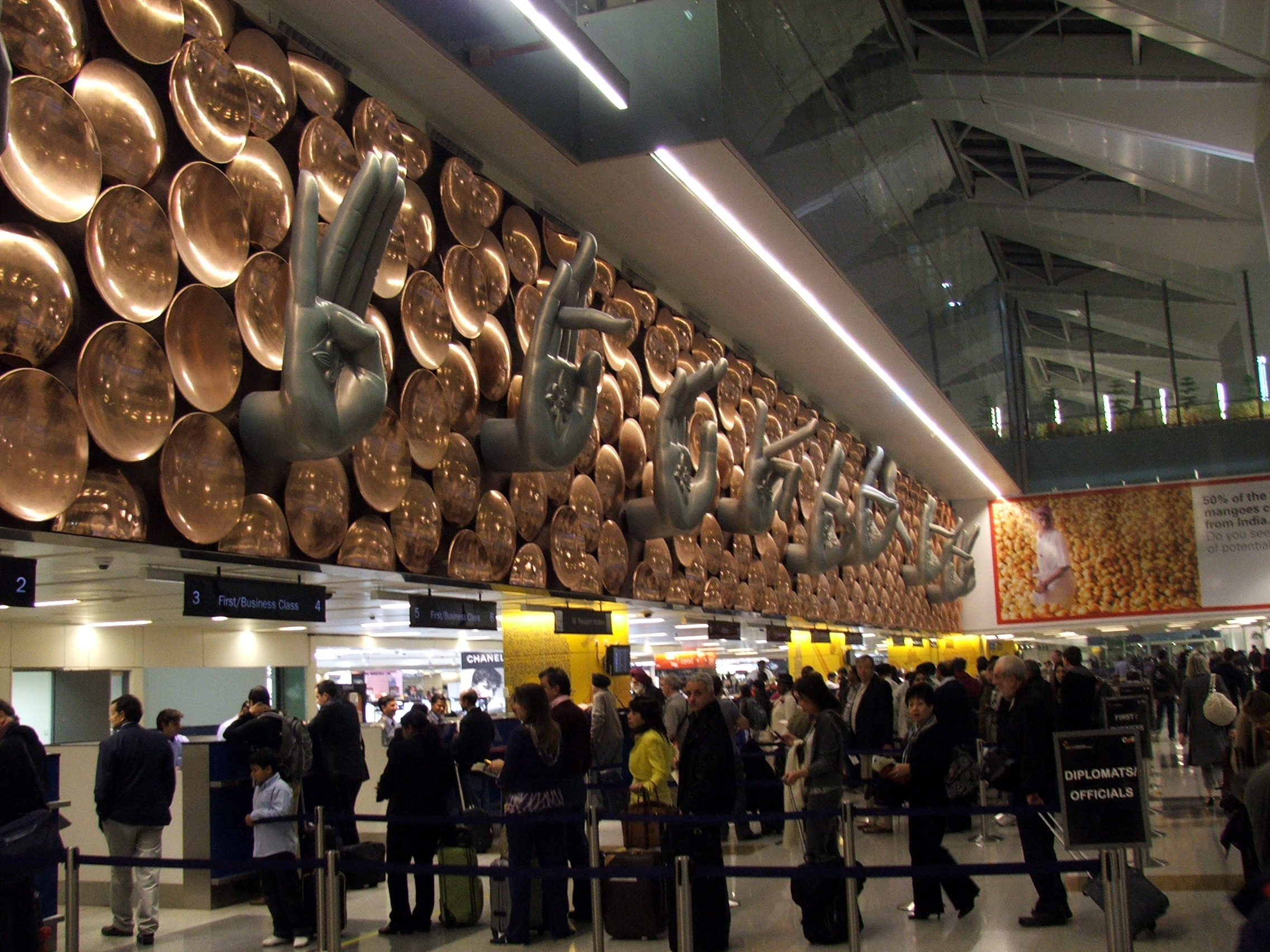
Sân bay quốc tế Indira Gandhi tại Delhi nằm trong số các cảng hàng không nhộn nhịp nhất tại Nam Á.

Sân bay quốc tế Indira Gandhi nằm tại phần tây nam của Delhi, là cửa ngõ chủ yếu đối với giao thông hàng không dân dụng nội địa và quốc tế của thành phố. Năm 2012-13, sân bay có 35 triệu hành khách thông qua, và là một trong các sân bay nhộn nhịp nhất tại Nam Á. Nhà ga số 3 với kinh phí 96,8 triệu Rupee được xây dựng từ năm 2007 đến năm 2010, tăng công suất cho sân bay thêm 37 triệu hành khách mỗi năm.
Xe buýt là phương thức giao thông đường bộ phổ biến nhất, phục vụ khoảng 60% nhu cầu đi lại tại Delhi, hệ thống xe buýt của Delhi thuộc vào hàng lớn nhất của Ấn Độ. Xe buýt nằm dưới quyền điều hành của Công ty Giao thông Delhi (DTC) quốc doanh, sở hữu đội xe buýt chạy bằng khí nén lớn nhất thế giới. Các phương tiện giao thông cá nhân, đặc biệt là ô tô cũng chiếm một phần lớn trên đường phố Delhi. Delhi có số xe ô tô đăng ký lớn nhất so với các đại đô thị khác tại Ấn Độ.
Delhi là một đầu mối lớn trong mạng lưới đường sắt Ấn Độ và là trụ sở của khu vực Đường sắt Miền Bắc. Năm ga tàu hỏa lớn là New Delhi, Old Delhi, Nizamuddin, Anand Vihar và Sarai Rohilla. Delhi Metro là một hệ thống vận chuyển nhanh phục vụ quần chúng do Công ty Đường sắt Delhi Metro (DMRC) xây dựng và vận hành, phục vụ nhiều bộ phận của Delhi và các thành phố lân cận là Faridabad, Gurgaon, Noida và Ghaziabad. Tính đến tháng 8 năm 2011, hệ thống gồm có sáu tuyến hoạt động với tổng chiều dài 189 km (117 mi) và 146 ga, và một số tuyến khác đang được thi công.

## Nhân khẩu
Theo điều tra nhân khẩu năm 2011 tại Ấn Độ, dân số Delhi là 16.787.941. Mật độ dân số tương ứng là 11.297 người/km² với tỷ suất giới tính là 866 nữ/1000 nam, tỷ lệ biết chữ là 86,34%. Năm 2004, tỷ suất sinh, tỷ suất tử và tỷ suất tử vong trẻ sơ sinh tương ứng là 20,03‰, 5,59‰ và 13,08‰. Năm 2001, dân số Delhi tăng 285.000 do nhập cư và 215.000 do tăng trưởng tự nhiên – điều này biến Delhi thành một trong các thành phố tăng trưởng dân số nhanh nhất trên thế giới. Đến năm 2015, Delhi được dự tính sẽ là khu thành phố lớn thứ ba trên thế giới sau Tokyo và Mumbai.
| Religion in Delhi | Religion in Delhi | Religion in Delhi | Religion in Delhi | Religion in Delhi |
| ----------------- | ----------------- | ----------------- | ----------------- | ----------------- |
| Tôn giáo          | Tôn giáo          |                   | Tỷ lệ             | Tỷ lệ             |
| Ấn Độ giáo        | Ấn Độ giáo        |                   | 82%               | 82%               |
| Hồi giáo          | Hồi giáo          |                   | 11.72%            | 11.72%            |
| Sikh giáo         | Sikh giáo         |                   | 4.01%             | 4.01%             |
| Jaina giáo        | Jaina giáo        |                   | 1.1%              | 1.1%              |
| Khác              | Khác              |                   | 1.1%              | 1.1%              |

Ấn Độ giáo là tôn giáo chiếm ưu thế tại Delhi, với 81,68% cư dân tin theo, tiếp đến là Hồi giáo (12,86%), Sikh giáo (3,41%), Jaina giáo (1%). Các tôn giáo thiểu số khác gồm có Phật giáo, Bái Hỏa giáo, Cơ Đốc giáo, Baha'i và Do Thái giáo. Tiếng Hindi là ngôn ngữ được nói phổ biến nhất tại Delhi khi là bản ngữ của gần 81% cư dân. Tiếng Anh là ngôn ngữ văn bản chủ yếu trong thành phố và là ngôn ngữ được sử dụng phổ biến nhất cho các mục đích chính thức. Người nói tiếng Punjab bản ngữ chiếm khoảng 7% dân số và số liệu cho tiếng Urdu là 6%.
Theo một ước tính năm 1999–2000, tổng số người sống dưới mức nghèo khổ, được định nghĩa là sống từ 11 USD/tháng trở xuống, tại Delhi là 1.149.000, chiếm 8,23% tổng dân số, số liệu tương ứng của toàn quốc là 27,5%. 52% cư dân Delhi (2009) sống trong các khu nhà ổ chuột không có các dịch vụ cơ bản như nước, điện, nhà vệ sinh, cống thoát nước hay nhà ở hợp thức. Năm 2005, Delhi chiếm tỷ lệ cao nhất về tội phạm được báo cáo trong số 35 thành phố có từ 1 triệu dân trở lên tại Ấn Độ.
Người Punjab chiếm 35% và người Sikh chiếm 4% tổng dân số của Delhi. Phát hiện từ các cuộc điều tra do Trung tâm Nghiên cứu các xã hội đang phát triển (CSDS) tại Delhi ước tính trung bình 40% cử tri tại Delhi thuộc tầng lớp thượng lưu. Khoảng 12% thuộc đẳng cấp Bà-la-môn, 7% là người Punjab thuộc đẳng cấp Khatri & Arora, 7% là người Rajput, 6% thuộc các cộng đồng Agarwal và Jain và 8% thuộc các đẳng cấp thượng tầng khác. Cộng đồng Jat chiếm gần 5% dân số Delhi và chủ yếu cư trú tại các khu vực nông thôn ở xa trung tâm Delhi. Cộng đồng OBC như người Gujjar, Yadav và OBC hạ lưu chiếm khoảng 18% dân số Delhi. Dalit (tiện dân) chiếm khoảng 17% dân số Delhi.

## Văn hóa

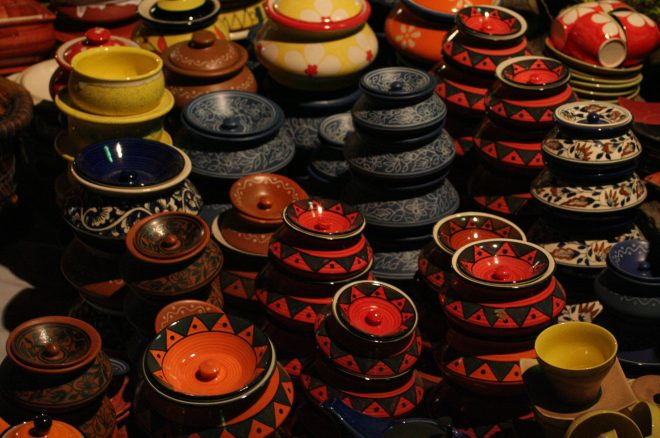
Đồ gốm truyền thống được trưng bày tại Dilli Haat.

Văn hóa Delhi chịu ảnh hưởng từ lịch sử lâu dài của mình và liên kết lịch sử là thủ đô của Ấn Độ. Điều này được chứng minh thông qua nhiều công trình kỷ niệm quan trọng trong thành phố. Delhi cũng được xác định là địa điểm của Indraprastha, thủ đô cổ đại của người Pandava. Cơ quan Khảo sát Khảo cổ học Ấn Độ công nhận 1.200 tòa nhà di sản và 175 công trình kỷ niệm là các di sản quốc gia. Tại khu thành phố cổ, các quân chủ Mogul và Turk cho xây dựng một số tòa nhà quan trọng về phương diện kiến trúc, như Jama Masjid – thánh đường Hồi giáo lớn nhất tại Ấn Độ được xây dựng vào năm 1656  và Pháo đài Đỏ. Ba di sản thế giới là Pháo đài Đỏ, Tháp Qutab và Lăng mộ Humayun nằm trong Delhi. Các công trình kỷ niệm khác là Cổng Ấn Độ, Jantar Mantar – một đài quan sát thiên văn học từ thế kỷ 18 – và Purana Qila – một pháo đài từ thế kỷ 16. Đền Laxminarayan, Đền Akshardham, và Đền Hoa Sen của Bahá'í và Đền ISKCON là các ví dụ về kiến trúc hiện đại. Raj Ghat và các công trình kỷ niệm có liên quan nhằm tưởng nhớ Mahatma Gandhi và các nhân vật xuất chúng khác. New Delhi sở hữu một vài tòa nhà chính phủ và dinh thự chính thức gợi lại kiến trúc thực dân Anh, trong đó có Rashtrapati Bhavan, Secretariat, Rajpath, Quốc hội Ấn Độ và Vijay Chowk. Lăng mộ Safdarjung là những ví dụ về phong cách hoa viên Mogul. Một số havelis (dinh thự tráng lệ) của vua chúa nằm trong khu thành phố cổ.
Chandni Chowk là một ngôi chợ có từ thế kỷ 17 và nằm trong số các khu vực mua sắm phổ biến nhất tại Delhi đối với kim cương và sari Zari. Delhi có đồ thêu chỉ vàng Zardozi và nghệ thuật tráng men Meenakari.
Do bao gồm thủ đô liên bang New Delhi, nên tại Delhi các sự kiện và ngày lễ quốc gia tăng tầm quan trọng, như ngày Cộng hòa (26 tháng 1), ngày Độc lập (15 tháng 8) và Gandhi Jayanti (2 tháng 10). Trong ngày Độc lập, Thủ tướng phát biểu với quốc dân từ Pháo đài Đỏ. Hầu hết người Delhi cử hành ngày lễ bằng cách thả diều, hành động này được cho là biểu trưng cho tự do. Diễu hành ngày Cộng hòa là hoạt động diễu hành văn hóa và quân đội lớn, trưng bày tính đa dạng văn hóa và năng lực quân sự của Ấn Độ. Qua nhiều thế kỷ, Delhi trở nên nổi tiếng do đặc tính văn hóa dung hợp của mình, và một lễ hội tượng trưng cho điều này có tên là Phool Walon Ki Sair, diễn ra trong tháng 9. Hoa và pankhe – quạt thêu hoa – được dâng lên đền thờ thánh Sufi là Khwaja Bakhtiyar Kaki và đền Yogmaya, đều nằm tại Mehrauli.
Các lễ hội văn hóa có Diwali (lễ hội ánh sáng), Mahavir Jayanti, sinh nhật Guru Nanak, Raksha Bandhan, Durga Puja, Holi, Lohri, Chauth, Krishna Janmastami, Maha Shivratri, Eid ul-Fitr, Moharram và Phật Đản. Lễ hội Qutub có các nghệ sĩ và vũ công từ toàn Ấn Độ biểu diễn, với hậu cảnh là tháp Qutub. Các sự kiện khác như Lễ hội Thả diều, Lễ hội Xoài quốc tế và Vasant Panchami (Lễ hội mùa xuân) được tổ chức hàng năm tại Delhi. Auto Expo là triển lãm ô tô lớn nhất châu Á, được tổ chức tại Delhi hai năm một lần. Hội chợ Sách Thế giới New Delhi được tổ chức hai năm một lần tại Pragati Maidan, là triển lãm sách lớn thứ nhì trên thế giới. Delhi đường được cho là "Thủ đô Sách" của Ấn Độ do số độc giao cao. Hội chợ Thương mại Quốc tế Ấn Độ (IITF) là hội chợ văn hóa và mua sắm lớn nhất của Delhi, diễn ra trong tháng 11 hàng năm với trên 1,5 triệu lượt khách.
Với vị thế là thủ đô quốc gia và nhiều thế kỷ là thủ đô của Mogul, tập quán ẩm thực của người dân Delhi chịu tác động và đây là nơi bắt nguồn của ẩm thực Mogul. Cùng với ẩm thực Ấn Độ, nhiều trường phát ẩm thực quốc tế phổ biến trong cư dân Delhi. Tình trạng thiếu thốn thực phẩm của cư dân thành phố hình thành một phong cách chế biến độc nhất, trở nên phổ biến khắp thế giới với các món ăn như Kebab, biryani, gà nướng lò đất Tandoori. Ẩm thực cổ của thành phố có gà bơ, Aloo Chaat, chaat, dahi vada, kachori, chole bhature, Chole kulche, jalebi và lassi.:40–50, 189–196 Thói quen sinh hoạt nhanh của cư dân Delhi đã thúc đẩy các cử hàng thức ăn đường phố phát triển.:41

## Giáo dục

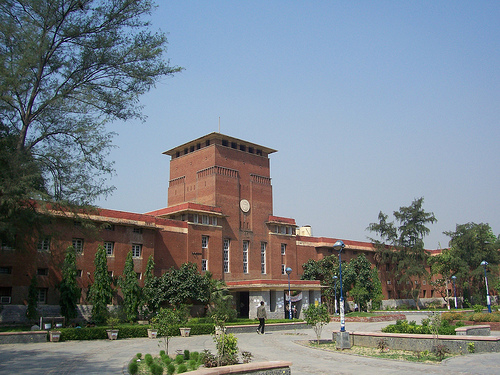
Đại học Delhi luôn được xếp hạng là đại học tốt nhất tại Ấn Độ.

Các trường học tư thục tại Delhi sử dụng tiếng Anh hoặc tiếng Hindi làm ngôn ngữ giảng dạy, chúng là hội viên của một trong ba thể chể quản trị là CISCE, NCERT (CBSE) hoặc (NIOS). Năm 2004–05, khoảng 1,5 triệu học sinh theo học tại các trường tiểu học, 822 nghìn theo học tại các trường sơ trung học và 669 nghìn theo học tại các trường cao trung học tại Delhi. Các học sinh nữ chiếm 49% tổng số học sinh theo học. Trong cùng năm, chính phủ Delhi dành từ 1,58% đến 1,95% tổng sản phẩm nội địa cấp bang cho giáo dục.
Các trường phổ thông và cơ sở giáo dục bậc đại học tại Delhi nằm dưới quyền quản lý của Ban Giáo dục Delhi, Chính phủ Delhi hoặc các tổ chức tư nhân. Năm 2006, Delhi có 165 học viện, 5 học viện y và tám học viện kỹ thuật, bảy đại học lớn và chín đại học chuyên môn. Theo số liệu năm 2008, khoảng 16% toàn bộ cư dân Delhi sở hữu ít nhất một bằng đại học.

## Truyền thông
Delhi là trọng điểm trong các tường thuật chính trị, trong đó có phát sóng truyền hình thường xuyên các phiên họp của Quốc hội. Nhiều cơ quan truyền thông quốc gia, trong đó có Press Trust of India, Media Trust of India và Doordarshan, đặt trụ sở tại thành phố. Các chương trình truyền hình gồm có hai kênh truyền hình mặt đất miễn phí do Doordarshan cung cấp, và một số kênh truyền hình cáp tiếng Hindi, tiếng Anh và ngôn ngữ khu vực.
Báo in vẫn là một phương thức thông tin phổ biến tại Delhi, các báo tiếng Hindi trong thành phố có Navbharat Times, Hindustan Dainik, Punjab Kesari, Pavitra Bharat, Dainik Jagran, Dainik Bhaskar và Dainik Desbandhu. Trong số các báo tiếng Anh, The Hindustan Times là nhật báo lớn nhất. Các báo lớn tiếng Anh khác có Times of India, The Hindu, Indian Express, Business Standard, The Pioneer và The Asian Age'Top Story (Daily). Các báo ngôn ngữ khu vực có nhật báo tiếng Malayalam Malayala Manorama và các nhật báo tiếng Tamil Dinamalar và Dinakaran.
Phát thanh là phương tiện ít có tính đại chúng tại Delhi, song đài FM trở nên phổ biến từ khi khánh thành một số đài mới vào năm 2006.
Một số đài phát thanh quốc doanh và tư nhân phát sóng từ Delhi.

## Thể thao

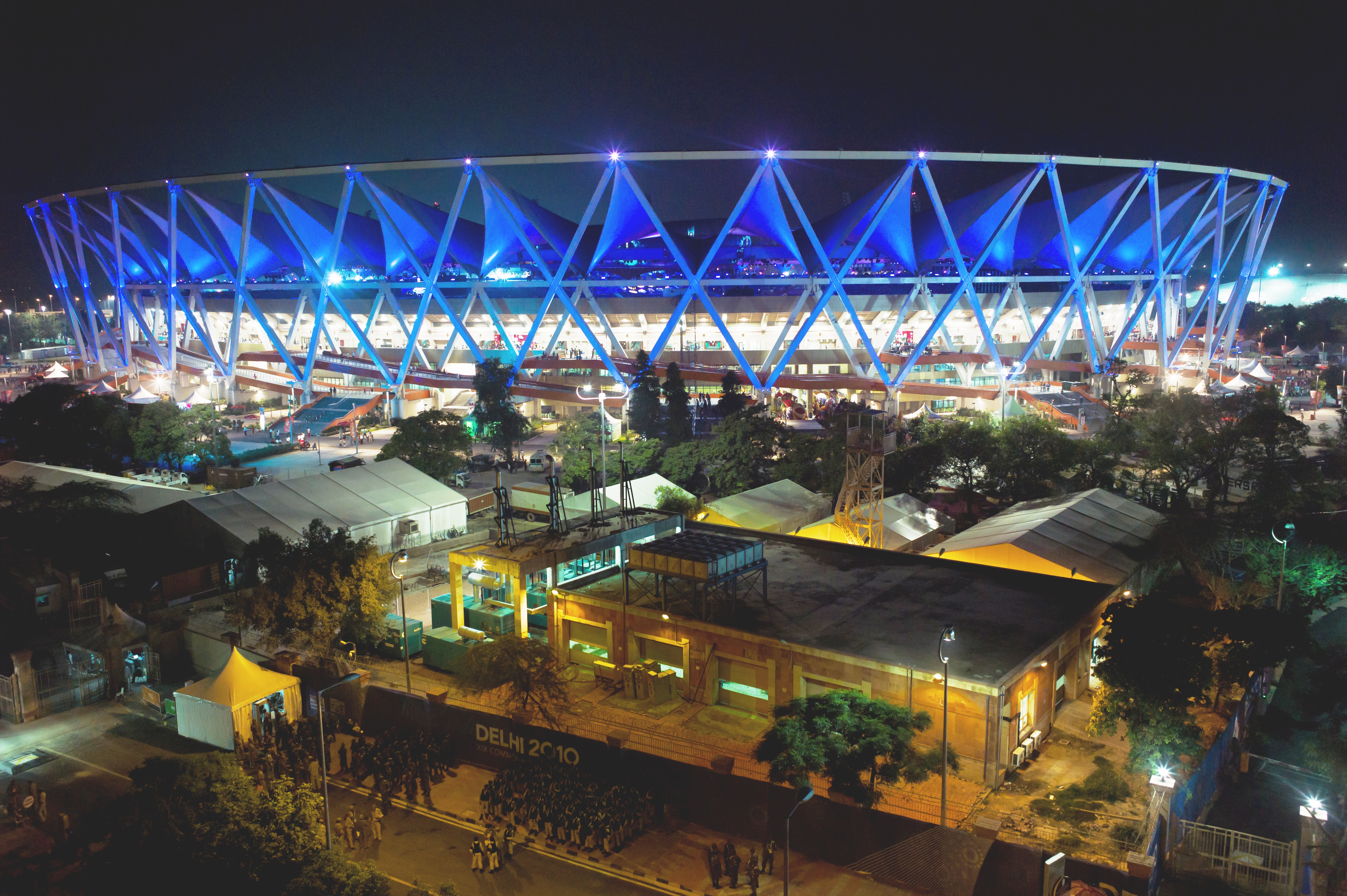
Sân vận động Jawaharlal Nehru

Delhi từng đăng cai nhiều sự kiện thể thao quốc tế lớn, trong đó có Á vận hội lần thứ nhất và lần thứ chín, Giải vô địch khúc côn cầu thế giới 2010, Đại hội Thể thao Thịnh vượng chung 2010 và Giải vô địch cricket thế giới 2011. Delhi thất bại khi ứng cử đăng cai Á vận hội 2014, và từng dự tính ứng cử đăng cai Thế vận hội Mùa hè 2020.
Đại hội Thể thao Thịnh vượng chung 2010 được tổ chức từ ngày 3 đến ngày 14 tháng 10 năm 2010, là một trong các sự kiện thể thao lớn nhất từng được tổ chức tại Ấn Độ. Ồn ào đằng sau Đại hội thúc đẩy Thủ tướng Manmohan Singh thay thế bộ trưởng Thể thao và Thanh niên.
Cricket và bóng đá là các môn thể thao phổ biến nhất tại Delhi. Thành phố có một số sân cricket, được gọi là maidans, phân bổ khắp các khu vực. Sân Feroz Shah Kotla (thường gọi là Kotla) là một trong các sân cricket cổ nhất tại Ấn Độ và là một nơi tổ chức các trận cricket quốc tế. Đây là sân nhà của đội tuyển cricket Delhi, là đại diện của thành phố trong giải vô địch cricket hạng nhất Ấn Độ Ranji Trophy. Sân vận động Ambedkar là một sân bóng đá tại Delhi với sức chứa 21.000 người. Delhi đăng cai Cúp Nehru vào năm 2007 và năm 2009. Trong Giải vô địch bóng bầu dục Tinh anh Ấn Độ (Elite Football League of India), đội bóng bầu dục kiểu Mỹ đầu tiên của Delhi là Delhi Defenders chơi mùa đầu tiên của họ tại Pune. Vòng đua quốc tế Buddh tại Greater Noida thuộc ngoại ô Delhi tổ chức giải công thức 1 thường niên Indian Grand Prix.

## Thành phố kết nghĩa
Delhi kết nghĩa với các thành phố sau:
| Thành phố        | Vị trí địa lý           | Quốc gia       | Thời gian ký kết |
| ---------------- | ----------------------- | -------------- | ---------------- |
| Seoul            | Vùng thủ đô Seoul       | Hàn Quốc       |                  |
| Chicago          | Illinois                | Hoa Kỳ         | 2001             |
| London           | England                 | Vương quốc Anh | 2002             |
| Los Angeles      | California              | Hoa Kỳ         |                  |
| Sydney           | New South Wales         | Úc             |                  |
| Kuala Lumpur     | Kuala Lumpur            | Malaysia       |                  |
| Moskva           | Moscow                  | Nga            | 2002             |
| Tokyo            | Vùng Kantō (đảo Honshū) | Nhật Bản       |                  |
| Ulan Bator       | Trung đông Mông Cổ      | Mông Cổ        | 2002             |
| Saint Petersburg | Saint Petersburg        | Nga            | 2002             |
| Paris            | Île-de-France           | Pháp           | 2006             |
| Yerevan          | Yerevan                 | Armenia        | 2008             |
| Fukuoka          | Kyushu                  | Nhật Bản       | 2007             |